# Одинец, Пётр Трофимович
Одине́ц Пётр Трофи́мович (укр. Одине́ць Петро́ Трохи́мович, 25 апреля 1921 — 1 марта 1975) — участник Великой Отечественной войны, Герой Советского Союза.

## Биография
Родился в семье крестьян в селе Константиновка (ныне Мелитопольский район Запорожской области). Окончил 7 классов школы, школу фабрично-заводского ученичества (ныне Мелитопольский профессиональный лицей) и работал токарем на моторном заводе в Мелитополе.
В 1940 году был призван в ряды Красной Армии. В годы Великой Отечественной войны был командиром орудия 17-го артиллерийского полка 137-й стрелковой дивизии 48-й армии 1-го Белорусского фронта. Старшина Одинец в числе первых с орудийным расчётом преодолел реку Нарев и занял позицию в районе Качки. 4 сентября 1944 года, оставшись у орудия один, около 5 часов отражал натиск врага, подбил 3 танка. За этот подвиг Пётр Трофимович получил звание Героя Советского Союза (звезда № 6110) 18 ноября 1944 года.
После войны окончил Полтавское военное училище, с 1946 года — в запасе, работал начальником штаба ГО треста Мелитопольстрой, награждён орденом Ленина, орденом Отечественной войны II степени, орденом Красной Звезды, медалями. Умер 1 марта 1975 года. Похоронен в родном селе.

## Память
В его честь названа одна из улиц Константиновки, а на здании средней школы, где он учился, установлена мемориальная доска.
9 мая 2012 года в Константиновке был открыт сквер им. П. Т. Одинца.

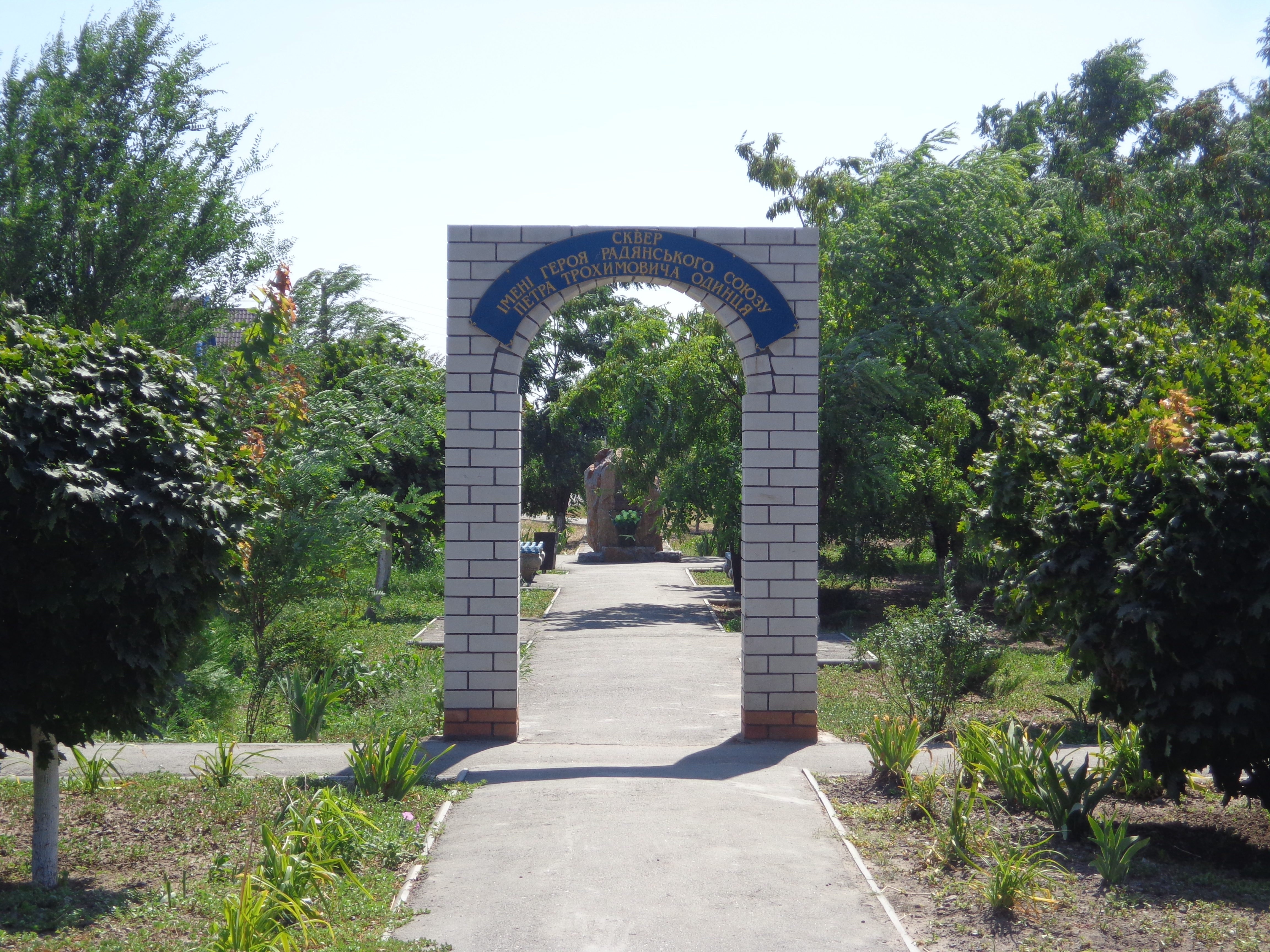
Сквер им. П. Т. Одинца в Константиновке
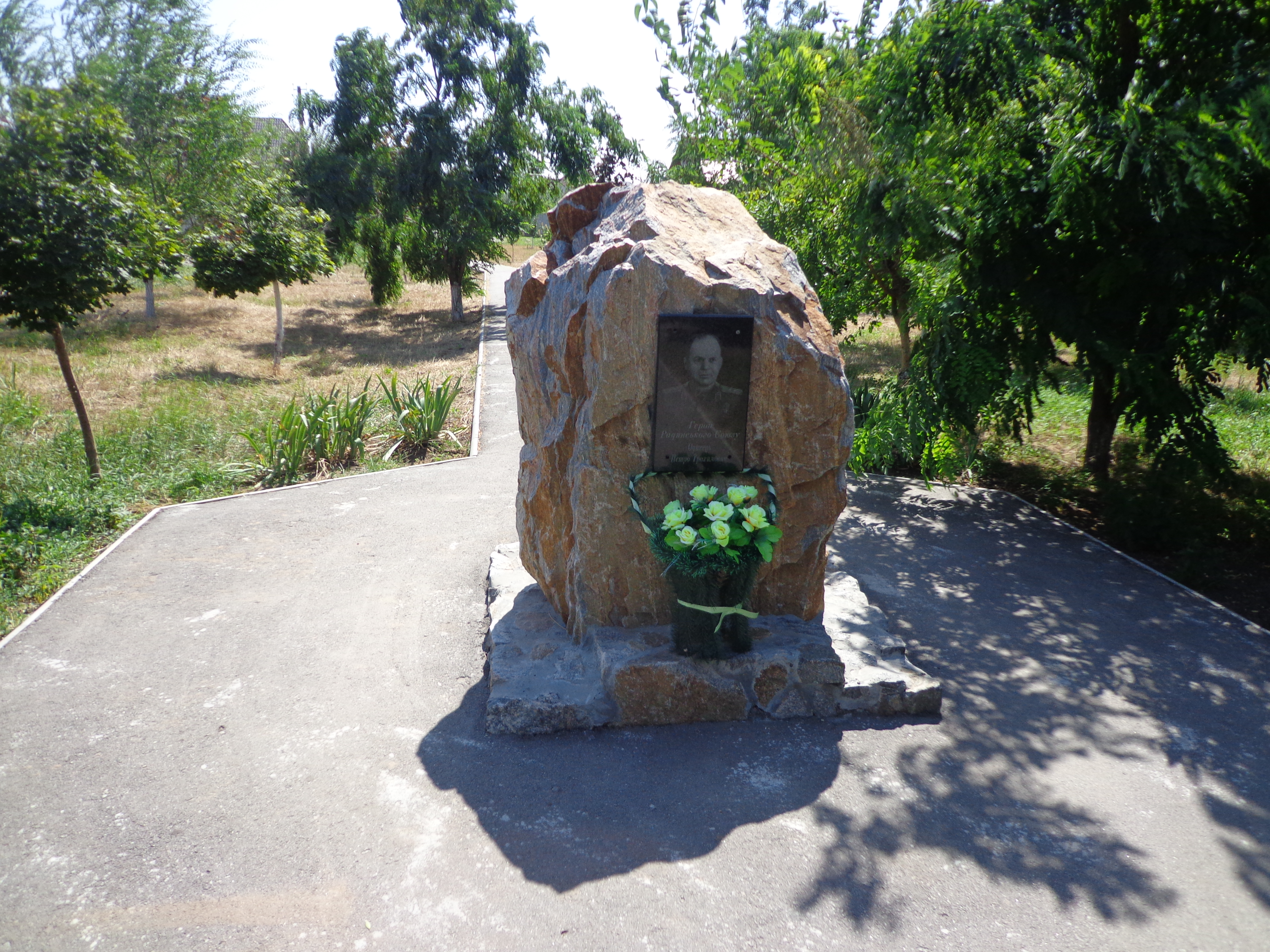
Памятник П. Т. Одинцу в сквере